# Anastasia Gubanova
Anastasia Gubanova (en géorgien : ანასტასია გუბანოვა, en russe : Анастасия Витальевна Губанова, Anastassija Witaljewna Gubanowa), née le 2 décembre 2002 à Togliatti dans l'Oblast de Samara en russie, est une patineuse artistique russe naturalisée géorgienne en 2021. Elle est championne d'Europe en 2023.

## Biographie
Gubanova remporté son premier succès international avec les juniors avec des victoires en Grand Prix Junior en Allemagne et en République tchèque lors de la saison 2016/17, se qualifiant pour la finale du Grand Prix Junior à Marseille. Là, elle a remporté la médaille d'argent derrière Alina Zagitova.
À partir de la saison 2021/22, Gubanova représentera la Géorgie dans les compétitions. En décembre 2021, elle remporte sa première médaille d'or dans une compétition de la série ISU Challenger (niveau en dessous des Grand Prix ISU) au Golden Spin de Zagreb. Lors de ses premiers Championnats d'Europe, en 2022 à Tallinn, elle termine septième.
Gubanova fait sa première apparition aux Jeux olympiques d'hiver de 2022 dans la compétition de patinage artistique par équipe, où elle s'est classée quatrième du programme court. L'équipe géorgienne a pris la sixième place au classement général. Après avoir terminé neuvième du programme court et du style libre, elle a terminé dixième au classement général de la compétition individuelle féminine.
Aux Championnats du monde de patinage artistique 2022 à Montpellier, elle a terminé sixième du classement général avec une cinquième place en style libre.
Début 2023, elle participe aux Championnats d'Europe 2023 : 1re après le programme court avec 69,81 points, elle domine aussi le programme libre avec 130,10 points pour un total de 199,91 pts.

## Palmarès
| Compétition                                                             | 2017    | 2018    | 2019    | 2020    | 2021    | 2022    | 2023    | 2024    | 2025    |
| Jeux olympiques d'hiver                                                 |         |         |         |         |         | 10e     |         |         |         |
| Championnats du monde                                                   |         |         |         | CA      |         | 6e      | 14e     | 13e     | 28e     |
| Championnats d’Europe                                                   |         |         |         |         | CA      | 6e      | 1re     | 2e      | 2e      |
| Championnats de Russie                                                  | 7e      | 6e      | 9e      | 10e     |         |         |         |         |         |
|                                                                         |         |         |         |         |         |         |         |         |         |
| Grand Prix ISU                                                          | 2016/17 | 2017/18 | 2018/19 | 2019/20 | 2020/21 | 2021/22 | 2022/23 | 2023/24 | 2024/25 |
| Finale du Grand Prix                                                    |         |         |         |         | CA      | CA      |         |         |         |
| Coupe de Chine                                                          |         |         |         |         |         |         | 3e      |         | 8e      |
| Trophée de France                                                       |         |         |         |         | CA      |         |         | 6e      | 8e      |
| Coupe de Russie                                                         |         |         |         |         |         |         | 7e      |         |         |
| Trophée NHK                                                             |         |         |         |         |         |         |         | 6e      |         |
| Légende : CA = Compétitions annulées à cause de la pandémie de Covid-19 |         |         |         |         |         |         |         |         |         |